# Wild Mood Swings
Wild Mood Swings är det tionde studioalbumet av det engelska rockbandet The Cure, utgivet den 6 maj 1996 på Fiction Records.

## Låtlista
Alla låtar skrivna av Bamonte, Cooper, Gallup, O'Donnell och Smith, där inget annat anges
1. "Want" – 5:06
2. "Club America" (Bamonte, Cooper, Gallup, Smith) – 5:02
3. "This Is a Lie" – 4:29
4. "The 13th" – 4:08
5. "Strange Attraction" – 4:19
6. "Mint Car" – 3:32
7. "Jupiter Crash" – 4:15
8. "Round & Round & Round" – 2:39
9. "Gone!" – 4:31
10. "Numb" – 4:49
11. "Return" – 3:28
12. "Trap" – 3:37
13. "Treasure" – 3:45
14. "Bare" – 7:57
15. "It Used to Be Me" – 6:50 (bonusspår; endast på den japanska utgåvan)

## Singlar
- "The 13th" (22 april 1996)
- "Mint Car" (17 juni 1996)
- "Strange Attraction" (8 oktober 1996)
- "Gone!" (2 december 1996)

## Medverkande
- Robert Smith - sång, gitarr, 6-strängad bas
- Perry Bamonte - gitarr, 6-strängad bas
- Jason Cooper - slagverk, trummor
- Simon Gallup - bas
- Roger O'Donnell - keyboard